# Ти (ТВ серија)
Ти (енгл. You) америчка је телевизијска серија по романима Керолајн Кепнс. Развили су је Грег Берланти и Сера Гамбл за Netflix (претходно Lifetime). Прати шармантног и опсесивног младића по имену Џо Голдберг, који је спреман на све како би се угурао у животе људи којима је опчињен.

## Радња
Прва сезона прати причу Џоа Голдберга, менаџера библиотеке у Њујорку, који среће Гиневер Бек, амбициозну књижевницу, након чега постаје опседнут њоме. Своју токсичну опсесију храни користећи друштвене мреже и друге технологије, пратећи њено кретање и уклањајући препреке њиховој вези. Ипак, такав приступ не може слутити на добар завршетак.
У другој сезони, Џо се из Њујорка сели у Лос Анђелес како би прешао преко своје прошлости, те започиње живот новим идентитетом. Убрзо упознаје страствену куварицу Лав Квин, што у њему поново буди нагон за опсесивним понашањем. Џо покушава да створи нов живот у Лос Анђелесу настојећи да његова веза са Лав по сваку цену успе, само овај пут он није тај који држи конце у рукама.
У трећој сезони, Џо је постао отац и са својом изабраницом започиње породични живот у Мадре Линди, предграђу Калифорније. Опет у бегу од прошлости и својих унутрашњих порива, покушава да свом сину обезбеди детињство какво он није имао. Међутим, не могу се свачији пориви обуздати.
У четвртој сезони, Џо живи у Лондону и ради као професор енглеског језика на угледном универзитету. Почиње да се повезује са кругом богатих људи. Почињу да умиру један по један док серијски убица гађа њихову елитну групу. Џо се враћа својим старим навикама када му убица намешта смрт и уцењује га. Док покушава да сакрије свој прави идентитет од групе и ради на хватању убице, Џо развија осећања према другој жени по имену Кејт.
У петој и последњој сезони, Џо се, после дуго времена, враћа у Њујорк и спреман је да коначно живи нормалним животом, али ће се његова прошлост и мрачне жеље сукобити са овим новим животом.

## Улоге
| Глумац            | Улога                 |
| ----------------- | --------------------- |
| Пен Беџли         | Џо Голдберг           |
| Елизабет Лејл     | Гиневер Бек           |
| Лука Падован      | Пако                  |
| Зак Чери          | Итан Расел            |
| Шеј Мичел         | Пич Селинџер          |
| Викторија Педрети | Лав Квин              |
| Кармела Зумбадо   | Дилајла Алвес         |
| Џена Ортега       | Ели Алвес             |
| Џејмс Скали       | Форти Квин            |
| Амбир Чајлдерс    | Кендас Стоун          |
| Сафрон Бароуз     | Доти Квин             |
| Тати Габријела    | Меријен Белами        |
| Шалита Грант      | Шери Конрад           |
| Травис ван Винкл  | Кери Конрад           |
| Травис ван Винкл  | Кери Конрад           |
| Дилан Арнолд      | Тео Енглер            |
| Лукас Гејџ        | Адам                  |
| Шарлот Ричи       | Кејт Галвин Локвуд    |
| Тили Кипер        | Фиби Борхол Блаксворт |
| Ејми-Ли Хикман    | Надија Фаран          |
| Ед Спелирс        | Рис Монтроуз          |
| Лукас Гејџ        | Адам Прат             |
| Мадлин Бруер      | Бронте/Луиз           |
| Ана Камп          | Реган Локвуд          |
| Ана Камп          | Меди Локвуд           |
| Грифин Метјуз     | Теди Локвуд           |

## Епизоде
| Сезона | Сезона | Епизоде | Епизоде       | Оригинално емитовање | Оригинално емитовање |
| Сезона | Сезона | Епизоде | Епизоде       | Премијера            | Финале               |
| ------ | ------ | ------- | ------------- | -------------------- | -------------------- |
|        | 1.     | 10      | 10            | 9. септембар 2018.   | 11. новембар 2018.   |
|        | 2.     | 10      | 10            | 26. децембар 2019.   | 26. децембар 2019.   |
|        | 3.     | 10      | 10            | 15. октобар 2021.    | 15. октобар 2021.    |
|        | 4.     | 10      | 5             | 9. фебруар 2023.     | 9. фебруар 2023.     |
| 5      | 4.     | 10      | 9. март 2023. | 9. март 2023.        |                      |
|        | 5.     | 10      | 10            | 24. април 2025.      | 24. април 2025.      |

### 1. сезона (2018)
| Бр. еп. (укупно) | Бр. еп. (у сезони) | Наслов                         | Редитељ          | Сценариста                      | Премијера           | Гледаност у САД (милиони) |
| --- | ------------------ | ------------------------------ | ---------------- | ------------------------------- | ------------------- | ------------------------- |
| 1 | 1                  | Пилот                          | Ли Толанд Кригер | Грег Берланти и Сера Гамбл      | 9. септембар 2018.  | 0,82                      |
| Џо, менаџер мале књижаре, упознаје згодну студенткињу Бек. Али шармантан први сусрет убрзо се претвара у нешто много опасније.                                 |                    |                                |                  |                                 |                     |                           |
| 2 | 2                  | Последњи добар дечко у Њујорку | Ли Толанд Кригер | Сера Гамбл                      | 16. септембар 2018. | 0,77                      |
| Бек одбија удварања својог саветника и доводи Џоа на Пичину елитну вечеру. Џо покушава да реши ствари с Бенџијем.                                              |                    |                                |                  |                                 |                     |                           |
| 3 | 3                  | Можда                          | Маркос Сијега    | Ејприл Блер                     | 23. септембар 2018. | 0,57                      |
| Џоа изненаде Бекини чести лежерни сусрети с другим мушкарцима, али и његов сусрет с полицијом. Долази до закључка да мора решити кључну ситуацију.             |                    |                                |                  |                                 |                     |                           |
| 4 | 4                  | Капетан                        | Вик Махони       | Мајкл Фоли                      | 30. септембар 2018. | 0,56                      |
| Након непријатне вечери с Бек, Џо открива да он није једини који нешто крије. Пичино непријатељско понашање према Џоу све је израженије.                       |                    |                                |                  |                                 |                     |                           |
| 5 | 5                  | Живот с непријатељем           | Марта Канингхам  | Нил Ренолдс                     | 7. октобар 2018.    | 0,57                      |
| Видео-запис из прошлости Аники се обије о главу. Напетост између Џоа и Пич порасте кад Пич упозна Бек с познатим књижевним агентом.                            |                    |                                |                  |                                 |                     |                           |
| 6 | 6                  | Луда љубав                     | Маркос Сијега    | Адрија Ланг                     | 14. октобар 2018.   | 0,71                      |
| Бек одлази у Конектикат с Пич, чији мотиви нису онакви каквима се чине. Џо и његови заводнички покушаји буде стара сећања и отварају нове ране.                |                    |                                |                  |                                 |                     |                           |
| 7 | 7                  | Свештво                        | Кели Сајрус      | Ејприл Блер и Аманда Зетерстрем | 21. октобар 2018.   | 0,62                      |
| Ожалошћена Бек окреће се терапији, што Џоа подстакне да учини исто, али због других разлога. Џоови планови за Бекин рођендан не заврше онако како је очекивао. |                    |                                |                  |                                 |                     |                           |
| 8 | 8                  | Твој сам, душо                 | Ерин Фили        | Керолајн Кепнес                 | 28. октобар 2018.   | 0,49                      |
| Три месеца касније, Џо и Бек наизглед уживају у својим животима. Али низ поновних сусрета могао би угрозити Џоову садашњу везу.                                |                    |                                |                  |                                 |                     |                           |
| 9 | 9                  | Кендас                         | Марта Мичел      | Кели Бреслин и Мајкл Фоли       | 4. новембар 2018.   | 0,47                      |
| Шта се заправо догодило Кендас? Бек истрајава у намери да сазна истину. Али да би у томе успела, мораће да се послужи Џоовим методама.                         |                    |                                |                  |                                 |                     |                           |
| 10 | 10                 | Дворац Модробрадог             | Маркос Сијега    | Сера Гамбл и Нил Ренолдс        | 11. новембар 2018.  | 0,53                      |
| Џо се носи с проблемима с Паком и Бек, а сада је у игри и приватни истражитељ. Али одлука ће пасти на овај или онај начин.                                     |                    |                                |                  |                                 |                     |                           |

### 2. сезона (2019)
| Бр. еп. (укупно) | Бр. еп. (у сезони) | Наслов                         | Редитељ             | Сценариста                     | Премијера          |
| --- | ------------------ | ------------------------------ | ------------------- | ------------------------------ | ------------------ |
| 11 | 1                  | Нови почетак                   | Кевин Родни Саливан | Сера Гамбл                     | 26. децембар 2019. |
| Џо, који је сада „Вил”, стиже у свој сопствени пакао на земљи: Лос Анђелес. Он покушава да води поштен живот, али не успева да побегне од своје прошлости.       |                    |                                |                     |                                |                    |
| 12 | 2                  | Само савет                     | Силвер Три          | Мајкл Фоли                     | 26. децембар 2019. |
| Џо схвата да Вил Бетелхајм и није баш добар као што је деловао. То постаје претња за његов нови однос с Лав.                                                     |                    |                                |                     |                                |                    |
| 13 | 3                  | Чему служе пријатељи?          | Џон Скот            | Нил Ренолдс                    | 26. децембар 2019. |
| Џо покушава да сачува платонски однос с Лав и да се клони Ели. Али не може заувек одолевати својим инстинктима.                                                  |                    |                                |                     |                                |                    |
| 14 | 4                  | Добар, лош, Хенди              | Деман Дејвис        | Џастин В. Ло                   | 26. децембар 2019. |
| Џо се покушава навикнути да мора делити Лав с Фортијем, али групни састанак хвата га неспремног. Уз то његова заштитничка настројеност према Ели нагло ескалира. |                    |                                |                     |                                |                    |
| 15 | 5                  | Пријатан викенд, Џо!           | Чери Ноулан         | Аманда Џонсон Зетерстрем       | 26. децембар 2019. |
| Лав води Џоа на велнес викенд са својом породицом. Док се Џо упознаје с породичном динамиком, гост изненађења којег је довео Форти видно га узнемири.            |                    |                                |                     |                                |                    |
| 16 | 6                  | Збогом, зечице моја            | Мира Менон          | Адрија Ланг                    | 26. децембар 2019. |
| Џо надзире потенцијални проблем, али сумња да и њега можда неко прати. Због болних сећања Лав је напета око садашњости.                                          |                    |                                |                     |                                |                    |
| 17 | 7                  | Егзистенцијална криза          | Шенон Коли          | Кели Бреслин                   | 26. децембар 2019. |
| Како би залечио сломљено срце, Џо се окреће древним лековима, модерној технологији и опијању с Дилајлом. Али једна би мала грешка могла имати велике последице.  |                    |                                |                     |                                |                    |
| 18 | 8                  | Страх и презир у Беверли Хилсу | Хари Џирџијан       | Кара Ли Корторн и Џастин В. Ло | 26. децембар 2019. |
| Џо жели да оде, али Форти инсистира да доврше сценарио. Притисак је све снажнији и Фортијеви ексцесивни начини ношења са стресом чине ноћ још мукотрпнијом.      |                    |                                |                     |                                |                    |
| 19 | 9                  | Приватни детектив Џо           | Силвер Три          | Мајкл Фоли и Мајрин Рид        | 26. децембар 2019. |
| Лава пази на све немирнију Ели. Џо покушава да реконструише догађаје из једне луде вечери, али истина се чини неухватљивом.                                      |                    |                                |                     |                                |                    |
| 20 | 10                 | Заправо Лав                    | Силвер Три          | Сера Гамбл и Нил Ренолдс       | 26. децембар 2019. |
| Џо је увек био пун изненађења, али и Лав има тајне. Је ли ово почетак краја или ипак крај обмана?                                                                |                    |                                |                     |                                |                    |

### 3. сезона (2021)
| Бр. еп. (укупно) | Бр. еп. (у сезони) | Наслов                             | Редитељ         | Сценариста                              | Премијера         |
| --- | ------------------ | ---------------------------------- | --------------- | --------------------------------------- | ----------------- |
| 21 | 1                  | И живели су срећно до краја живота | Силвер Три      | Сера Гамбл и Мајрин Рид                 | 15. октобар 2021. |
| Након изненађења у породилишту новопечени тата Џо мучи се повезати са својим новорођенчетом, али зато без проблема негује нову опсесију.                       |                    |                                    |                 |                                         |                   |
| 22 | 2                  | Удала сам се за убицу секиром      | Силвер Три      | Нил Ренолдс и Кели Бреслин              | 15. октобар 2021. |
| Џо и Лав одлазе на саветовање за парове, али њихови проблеми можда захтевају више од терапије... напетост у њиховом односу није једино чега се требају решити. |                    |                                    |                 |                                         |                   |
| 23 | 3                  | Синдром нестале белкиње            | Џон Скот        | Кара Ли Корторн и Џастин В. Ло          | 15. октобар 2021. |
| Лав постаје све забринутија док медијска пажња у комшилуку расте. Акутна болест у породицу пробуди у Џоу старе успомене, али и нешто горе од тога.             |                    |                                    |                 |                                         |                   |
| 24 | 4                  | Близу, а далеко Мадре Линде        | Џон Скот        | Хилари Бенфилд и Мајкл Фоли             | 15. октобар 2021. |
| Због њене импулсивне освете Лав и Џо нађу се у проблемима. Џо покушава променити старе навике, али испостави се да то није тако једноставно.                   |                    |                                    |                 |                                         |                   |
| 25 | 5                  | У шуми                             | Силвер Три      | Мајрин Рид и Аманда Џонсон Зетерстрем   | 15. октобар 2021. |
| Џо невољно одлази у лов с неколицином мужева из комшилука док Лав покушава да обузда свој однос с Теом.                                                        |                    |                                    |                 |                                         |                   |
| 26 | 6                  | Утроба                             | Силвер Три      | Кели Бреслин и Кара Ли Корторн          | 15. октобар 2021. |
| Док се њена мајка упушта у нови подухват, Лав је забринута због потенцијалне велике промене. Џо долази до открића о самом себи.                                |                    |                                    |                 |                                         |                   |
| 27 | 7                  | Сви смо ми овде луди               | Пит Чатмон      | Џастин В. Ло и Аманда Џонсон Зетерстрем | 15. октобар 2021. |
| Док Доти понире у емоционални вртлог, Лав покушава доћи до информација о Метјуовој истрази. Џо кује планове како уништити Меријениног бившег.                  |                    |                                    |                 |                                         |                   |
| 28 | 8                  | Покушај и грешка                   | Пит Чатмон      | Еј-Би Чао и Дилан Коен                  | 15. октобар 2021. |
| Џо из себичних разлога покушава наговорити Лав на промену начина живота, али ствари брзо крену по злу. Тео открије докле заправо сеже Метјуова опсесија.       |                    |                                    |                 |                                         |                   |
| 29 | 9                  | Црвена застава                     | Саша Александер | Мајкл Фоли и Хилари Бенфилд             | 15. октобар 2021. |
| Док Лав брине о неочекиваним дугорочним гостима, Џо одлучи подузети драстичне мере да би добио оно што жели више од ичега.                                     |                    |                                    |                 |                                         |                   |
| 30 | 10                 | Шта је љубав?                      | Силвер Три      | Сера Гамбл и Нил Ренолдс                | 15. октобар 2021. |
| Док се вести о недавном убиству шире заједницом, Џо се весели будућности с Меријен, али ништа није опасније од презрене Лав.                                   |                    |                                    |                 |                                         |                   |

### 4. сезона (2023)
| Део 1 |    |                              |                  |                                            |                  |
| 31 | 1  | Џо на одмору                 | Џон Скот         | Сера Гамбл и Лео Ричардсон                 | 9. фебруар 2023. |
| Преселивши се у Лондон, Џо покушава да се притаји и одупре старим навикама, све док не буде присиљен да се реши репова из прошлости и зближити се с богаташима.      |    |                              |                  |                                            |                  |
| 32 | 2  | Портрет уметника             | Џон Скот         | Кара Ли Корторн и Нил Ренолдс              | 9. фебруар 2023. |
| Џо се ослања на своје вештине и савете једне студенткиње како би ухватио своју уходу. На уметничкој изложби разоткрива низ сумњиваца и скандалозне информације.      |    |                              |                  |                                            |                  |
| 33 | 3  | Поједи богате                | Шамим Сариф      | Џастин В. Ло и Мајрин Рид                  | 9. фебруар 2023. |
| Док се шири вест о убици који вреба богате, Џоова ухода се опасно приближи истини. Џо покуша да заштити Кејт, што се заврши мрачно.                                  |    |                              |                  |                                            |                  |
| 34 | 4  | Хампси                       | Хари Џирџијан    | Мајкл Фоли и Аманда Џонсон Зетерстрем      | 9. фебруар 2023. |
| Отмени викенд-одмор савршена је прилика да се Џо дочепа своје неухватљиве уходе. Иако нема ни мобилног сигнала ни вај-фаја, Џо успостави кључну везу.                |    |                              |                  |                                            |                  |
| 35 | 5  | Лисица и ловачки пас         | Хари Џирџијан    | Хилари Бенефилд и Дилан Коен               | 9. фебруар 2023. |
| Вративши се старим навикама, Џо се уплете у опасну игру. Планови целе екипе заврше ватрено.                                                                          |    |                              |                  |                                            |                  |
| Део 2 |    |                              |                  |                                            |                  |
| 36 | 6  | Најбољи пријатељи            | Џон Скот         | Џастин Б. Ло и Лео Ричардсон               | 9. март 2023.    |
| Након убистава Џо тражи жртвено јање, а Рис покрене план за остварење својих великих амбиција, док Кејт и Фиби доказују да су независне.                             |    |                              |                  |                                            |                  |
| 37 | 7  | Добар човек у окрутном свету | Рејчел Лајтерман | Аб Чао и Нил Ренолдс                       | 9. март 2023.    |
| Када утицајна особа стигне у град с примамљивом понудом, Џоова ситуација се преокрене. Надија следи предосећај.                                                      |    |                              |                  |                                            |                  |
| 38 | 8  | Где идеш, где си био?        | Рејчел Лајтерман | Кара Ли Корторн и Мајрин Рид               | 9. март 2023.    |
| Размишљајући о прошлости, Џо се не може присетити једног кључног детаља. Фиби подели свој исхитрен план с Кејр. Надија журно тражи решење.                           |    |                              |                  |                                            |                  |
| 39 | 9  | Нема је                      | Пен Беџли        | Хилари Бенефилд и Аманда Џонсон Зетерстрем | 9. март 2023.    |
| Растрган између своје мрачне стране и добрих намера, Џо покушава да исправи своја злодела. Покушавши да помогне Фиби, Кејт се суочи са својим оцем и горком истином. |    |                              |                  |                                            |                  |
| 40 | 10 | Смрт Џонатана Мура           | Хари Џирџијан    | Мајкл Фоли и Сера Гамбл                    | 9. март 2023.    |
| Размишљајући о љубави и губицима, Џо повуче последњи потез у нади да никад више неће поново поћи старим путем.                                                       |    |                              |                  |                                            |                  |

### 5. сезона (2025)
| Бр. еп. (укупно) | Бр. еп. (у сезони) | Наслов                      | Редитељ          | Сценариста                      | Премијера       |
| --- | ------------------ | --------------------------- | ---------------- | ------------------------------- | --------------- |
| 41 | 1                  | Најсрећнији човек у Њујорку | Маркос Сига      | Мајкл Фоли и Хилари Бенефијел   | 24. април 2025. |
| Џо и Кејт одлуче да у Њујорку окрену нову страницу, али њихов гламурозни брак се нађе у проблемима након чина издаје унутар породице.                                   |                    |                             |                  |                                 |                 |
| 42 | 2                  | Крв тражи крв               | Маркос Сига      | Џастин В. Ло и Кели Бреслин     | 24. април 2025. |
| Породична вечера прерасте у хаос након што Кејтина сестра Реган изнесе шокантну оптужбу. Бронте упадне у невољу због радозналости.                                      |                    |                             |                  |                                 |                 |
| 43 | 3                  | Синдорм варалице            | Пит Чатмон       | Нил Ренолдс и Марен Колдвел     | 24. април 2025. |
| Џо се у подруму књижаре нађе у пат-позицији, док код куће расте напетост. Кејт се заигра прљаво како би заштитила Хенрија. Бронте доживи неугодност у књижевном салону. |                    |                             |                  |                                 |                 |
| 44 | 4                  | Моја драга Меди             | Со Јонг Ким      | Кара Ли Кортрон и Дилан Коен    | 24. април 2025. |
| Након кључне објаве у корпорацији Локвуд, Кејт постане сумњичава. Нежељени гост упадне на велико отворење књижаре.                                                      |                    |                             |                  |                                 |                 |
| 45 | 5                  | Последњи плес               | Меги Кери        | Аманда Џонсон Зетерстром        | 24. април 2025. |
| Кејт у страху пронађе одговоре од проблематичног извора. Џо након загонетне поруке на послу крене у потрагу за несталом особом.                                         |                    |                             |                  |                                 |                 |
| 46 | 6                  | Мрачна страна љубави        | Габи Делал       | Хилари Бенефијел                | 24. април 2025. |
| Популарни снимак закомпликује Џоове снове о новом почетку и присили Бронте да добро размисли коме може да верује. Кејр направи важну промену код куће.                  |                    |                             |                  |                                 |                 |
| 47 | 7                  | #ЏоГолдберг                 | Ерика Дантон     | Лео Ричардсон                   | 24. април 2025. |
| Док се појављују лица из његове прошлости, „најпознатији човек у Њујорку” мораће јавно мњење да окрене на своју страну.                                                 |                    |                             |                  |                                 |                 |
| 48 | 8                  | Заједничка психоза          | Шерил Дани       | Кели Бреслин                    | 24. април 2025. |
| Док им је веза на прекретници, Џо да Бронте поклон како би видео може ли јој веровати. Кејт пронађе раме за плакање.                                                    |                    |                             |                  |                                 |                 |
| 49 | 9                  | Суђење фуријама             | Маркос Сига      | Џастин В. Ло и Хилари Бенефијел | 24. април 2025. |
| Џо ће морати да искористи све своје вештине како би се извукао из финанцијских раља Локвудових. Кејт покуша да оствари свој циљ обманом.                                |                    |                             |                  |                                 |                 |
| 50 | 10                 | Завршница                   | Ли Толанд Кригер | Мајкл Фоли и Нил Ренолдс        | 24. април 2025. |
| Надајући се да ће коначно затворити књигу прошлости, Џо започне опасно ново животно поглавље. Међутим, као и са сваком добром причом, чека га последњи заплет.          |                    |                             |                  |                                 |                 |